# Khanh sĩ
Khanh sĩ (tiếng Trung: 卿士; bính âm: Qīngshì) là tên một chức quan Trung Quốc thời cổ đại, còn gọi là Khanh sử (卿史), Khanh sự (卿事).
Trong giáp cốt văn đời Thương có ghi chép tên một chức quan gọi là Khanh sử, vả lại nó còn là tên gọi chung của tam công và lục khanh. Đến thời Chu thì là quan chấp chính tối cao của thiên tử nhà Chu hoặc các nước chư hầu, là trọng thần phò tá vua thời kỳ Tây Chu và Xuân Thu. Nhà nước trung ương của Tây Chu phân làm hai bộ phận lớn là phòng Khanh sĩ và phòng Thái sử. Phòng Khanh sĩ là ngành tư pháp quân chính, lấy Khanh sĩ là cao nhất, đa số do chư hầu hoặc vua trong vùng đất ven đô, đại phu đảm nhiệm.
Chức trách quan trọng của Khanh sĩ là trông coi chung hành chính, quân sự, ngoại sự, dưới có Tư đồ (司徒), Tư mã (司马), Tư không (司空) và Tư khấu (司寇). Tư đồ là quan phụ trách quản lý ruộng đất công, núi rừng và đánh thuế, bổ sưu dịch; Tư mã là quan phụ trách quản lý ngựa chiến, quân sự hành chính và trưng thu thuế về quân sự, giúp đỡ chủ soái quản lý quân đội khi tác chiến; Tư không là quan phụ trách quản lý xây dựng công trình, đặc biệt là thời Tây Chu áp dụng rộng rãi chế độ phân phong, mỗi lần phong một chư hầu đều phải xây dựng bố trí phòng vệ thành thị cho họ; còn Tư khấu là quan chuyên môn phụ trách tư pháp.
Chức quan này đã được nhắc đến qua những tư liệu tương đối tin cậy, như bài Thường vũ phần Đại nhã trong Kinh Thi đã có chuyện Chu vương sai Khanh sĩ Nam Trọng dẫn binh chinh phạt Từ Hoài, hay theo ghi chép trong cuốn Xuân Thu Tả truyện - Ẩn công tam niên: "Trịnh Vũ công, Trang công là khanh sĩ của Bình vương", thêm lời chú giải của Đỗ Dự: "Khanh sĩ là người chấp chính của vua quan", ngay cả Sử ký - Chu bản kỷ cũng chép rằng: "Lệ Vương không nghe theo, vẫn tin dùng Vinh Di Công, thăng chức làm khanh sĩ, cầm quyền trong triều đình".